# 德克斯特 (愛荷華州)
德克斯特（英語：Dexter）是一個位於美國愛荷華州達拉斯縣的城市。

## 地理
德克斯特的座標為41°30′56″N 94°13′38″W / 41.51556°N 94.22722°W，而該地的平均海拔高度為348米（即1142英尺）。

## 人口
根據2010年美國人口普查的數據，德克斯特的面積為6.09平方千米，當中陸地面積為6.09平方千米，而水域面積為0.00平方千米。當地共有人口611人，而人口密度為每平方千米100人。